# Rhytida patula
Rhytida patula är en snäckart som beskrevs av Hutton 1882. Rhytida patula ingår i släktet Rhytida och familjen Rhytididae. Inga underarter finns listade i Catalogue of Life.